# Rzeczyczany
Rzeczyczany (ukr. Речичани) – wieś na Ukrainie w rejonie lwowskim (wcześniej w rejonie gródeckim) obwodu lwowskiego.
W granicach Rzeczyczan znajduje się dawna kolonia niemiecka Hartfeld.